# Stradivarius Barjansky

O Stradivari Barjansky é um violoncelo feito por Antonio Stradivari, nomeado em homenagem ao violoncelista russo Alexandre Barjansky, que o usou na primeira metade do século XX. 
Desde 1983 o instrumento tem sido utilizado pelo celista Julian Lloyd Webber o qual recebeu mais de trinta prêmios com o instrumento.